# Климовка (Челябінська область)
Климовка (рос. Климовка) — селище у Чесменському районі Челябінської області Російської Федерації.
Входить до складу муніципального утворення Углицьке сільське поселення. Населення становить 233 особи (2010). Населений пункт розташований на території українського культурного та етнічного краю Сірий Клин.

## Історія
Від 18 січня 1935 року належить до Чесменського району Челябінської області.
Згідно із законом від 12 листопада 2004 року органом місцевого самоврядування є Углицьке сільське поселення .

## Населення
| 2002 | 2010 |
| ---- | ---- |
| 257  | ↘233 |